# 40 Live: Curætion-25 + Anniversary
40 Live: Curætion-25 + Anniversary est un coffret du groupe britannique The Cure sorti le 18 octobre 2019. Il comprend, sous la forme de 2 DVD (ou 2 Blu-ray) et de 4 CD, les enregistrements dans leur intégralité de deux concerts donnés en 2018 pour célébrer les 40 ans du groupe,. 

## Présentation
Le premier film intitulé Curætion-25: From There to Here | From Here to There, réalisé par Nick Wickham (en), est l'enregistrement du concert donné par The Cure le 24 juin 2018 au Royal Festival Hall à Londres en clôture de la 25e édition du Meltdown Festival dont Robert Smith était le curateur.
Le groupe interprète dans l'ordre chronologique une chanson de chacun de ses 13 albums studios puis deux titres qui devraient figurer sur un prochain album, It Can Never Be The Same et Step Into The Light, avant de jouer 13 autres chansons de chaque album dans l'ordre antéchronologique. 
Le deuxième film, titré Anniversary: 1978-2018 Live in Hyde Park London, est réalisé par Tim Pope. Il s'agit du concert donné par le groupe pour fêter ses 40 ans, le 7 juillet 2018 à Hyde Park à Londres. Ce film a été projeté dans plusieurs salles de cinéma à travers le monde le 11 juillet 2019.
Un livret de 40 pages est inclus dans le coffret où chaque film est accompagné de son équivalent audio sur deux CD. Une édition Digibook propose seulement les 2 DVD ou Blu-ray accompagnés d'un livret de 16 pages.

## Liste des titres

### Curætion-25: From There to Here | From Here to There
- From There to Here

1. Three Imaginary Boys
2. At Night
3. Other Voices
4. A Strange Day
5. Bananafishbones
6. A Night Like This
7. Like Cockatoos
8. Pictures of You
9. High
10. Jupiter Crash
11. 39
12. Us or Them
13. It's Over
14. It Can Never Be the Same

- From Here to There

1. Step Into the Light
2. The Hungry Ghost
3. alt.end
4. The Last Day of Summer
5. Want
6. From the Edge of the Deep Green Sea
7. Disintegration
8. If Only Tonight We Could Sleep
9. Sinking
10. Shake Dog Shake
11. One Hundred Years
12. Primary
13. A Forest
14. Boys Don't Cry

Contenu des CD
- CD 1: From There to Here (titres 1 à 14)
- CD 2: From Here to There (titres 15 à 28)

### Anniversary: 1978-2018 Live in Hyde Park London
1. Plainsong
2. Pictures of You
3. High
4. A Night Like This
5. The walk
6. The End of the World
7. Lovesong
8. Push
9. In Between Days
10. Just Like Heaven
11. If Only Tonight We Could Sleep
12. Play for Today
13. A Forest
14. Shake Dog Shake
15. Burn
16. Fascination Street
17. Never Enough
18. From the Edge of the Deep Green Sea
19. Disintegration

- Encore:

1. Lullaby
2. The Caterpillar
3. Friday I'm in Love
4. Close to Me
5. Why Can't I Be You?
6. Thanks @ 40 (remerciements de Robert Smith, évocation du premier concert du groupe sous le nom de The Cure 40 ans plus tôt)
7. Boys Don't Cry
8. Jumping Someone Else's Train
9. Grinding Halt
10. 10:15 Saturday Night
11. Killing an Arab

Contenu des CD
- CD1 : titres 1 à 14
- CD2 : titres 15 à 30

## Composition du groupe
- Robert Smith : chant, guitares, basse 6 cordes
- Simon Gallup : basse
- Reeves Gabrels : guitares, basse 6 cordes
- Roger O'Donnell : claviers
- Jason Cooper : batterie

## Classements hebdomadaires
| Classement (2019)                        | Meilleure place |
| ---------------------------------------- | --------------- |
| Royaume-Uni (Official Music Video Chart) | 1               |

Plusieurs pays ont inclus le coffret dans le classement des ventes d'albums
| Classement (2019)             | Meilleure place |
| ----------------------------- | --------------- |
| Allemagne (Media Control AG)  | 2               |
| Belgique (Flandre Ultratop)   | 17              |
| Belgique (Wallonie Ultratop)  | 8               |
| Pays-Bas (Mega Album Top 100) | 33              |
| Portugal (AFP)                | 18              |
| Suisse (Schweizer Hitparade)  | 14              |

## Certification
40 Live: Curætion 25 + Anniversary obtient une certification vidéo or en France en novembre 2019 pour 5 000 ventes,.